# Miranda Coetzee
Miranda Charlene Coetzee (née le 14 novembre 1997) est une athlète sud-africaine, spécialiste du 400 mètres.

## Biographie
Elle remporte la médaille d'or du 400 m lors des championnats d'Afrique, à Saint-Pierre, succédant ainsi à sa compatriote Caster Semenya, ainsi que le relais 4 × 400 mètres.
Elle établit un record personnel de 51 s 50 au meeting Kip Keino de Nairobi.
En 2023 Miranda Coetzee remporte les championnats d'Afrique du Sud en 51 s 04, nouveau record personnel, qu'elle améliore en 50 s 90 à Huelva pour réaliser les minima qualificatifs aux championnats du monde. A Budapest elle est éliminée en séries.
En 2024 elle conserve son titre de championne d'Afrique du 400 m, après avoir couru en 50 s 96 en demi-finale.

## Palmarès
| Date | Compétition            | Lieu         | Résultat | Épreuve         | Temps         |
| ---- | ---------------------- | ------------ | -------- | --------------- | ------------- |
| 2022 | Championnats d'Afrique | Saint-Pierre | 1re      | 400 m           | 51 s 82       |
| 2022 | Championnats d'Afrique | Saint-Pierre | 1re      | 4 × 400 m       | 3 min 29 s 34 |
| 2022 | Jeux du Commonwealth   | Birmingham   | 4e       | 4 × 400 m       | 3 min 30 s 25 |
| 2024 | Championnats d'Afrique | Douala       | 1re      | 400 m           | 51 s 16       |
| 2024 | Championnats d'Afrique | Douala       | 1re      | 4 × 400 m mixte | 3 min 13 s 12 |

## Records
| Épreuve | Performance | Lieu   | Date        |
| ------- | ----------- | ------ | ----------- |
| 400 m   | 50 s 90     | Huelva | 6 juin 2022 |